# 10-та повітряна армія (СРСР)
Дес́ята пові́тряна а́рмія (10 ПА) — авіаційне об'єднання, повітряна армія військово-повітряних сил СРСР під час радянсько-японської війни.

## Історія
Сформована 15 серпня 1942 на підставі наказу НКО СРСР від 27 липня 1942 на базі ВПС 25-ї загальновійськової армії Далекосхідного фронту у складі 29-ї винищувальної, 53, 83 і 254-ї бомбардувальних і 253-ї штурмової авіадивізій.
У липні 1945 в неї включений 18-й змішаний авіакорпус у складі 296-ї винищувальної, 96-ї штурмової, 128-ї і 255-ї змішаних авіадивізій.
На початку серпня армія включена до складу 2-го Далекосхідного фронту. Успішно діяла в Сунгарійській і частиною сил в Південно-Сахалінській наступальних та Курильській десантній операціях у період радянсько-японської війни, прикривала зосередження з'єднань 15-ї армії, завдавала бомбових і штурмових ударів по військах і кораблях противника, підтримувала висадку десанту кораблями Червонопрапорної Амурської військової флотилії в м. Фуюань. Після 12 серпня основні зусилля армії були направлені на підтримку військ на ціцікарському напрямі, де противник чинив наполегливий опір.
Зусиллями 18-го авіакорпусу були зірвані залізничні перевезення противника, що утруднило відхід і евакуацію військ. Авіадивізії армії підтримували дії Червонопрапорної Амурської військової флотилії, виконували бойові завдання в районах Сахаліну, Камчатки і Курильських островів.
За час бойових дій армія здійснила 3297 літако-вильотів.
За успішне виконання завдань командування 7 її з'єднань отримали почесні найменування, 13 частин нагороджено орденами, понад 2 тис. воїнів удостоєно орденів і медалей.

## Склад
- 29 винищувальна авіаційна дивізія (вад) (1942 — до кінця війни);
- 53 дбад (1942 — до кінця війни);
- 83 бомбардувальна авіаційна дивізія (бад) (1942 — до кінця війни);
- 254 бад (зад , вад) (1942 — 1945);
- 253 штурмова авіаційна дивізія (шад) (1942 — 1945);
- 777 овап (1942 — 1945);
- 7 орап;
- 18 зак (липень — вересень 1945);
- 128 зад (липень — вересень 1945);
- 255 зад (липень — вересень 1945).

## Командування
- Командувачі:
  - полковник, з 17 жовтня 1942 генерал-майор авіації Виноградов В. А. (27 липня 1942 — 16 вересня 1944);
  - полковник Слобожан Д. Я. (16 вересня 1944 — 19 травня 1945);
  - генерал-полковник авіації Жигарєв П. Ф. (19 травня 1945 — до кінця радянсько-японської війни).
- Члени військової ради:
  - полковий комісар, з 20 грудня 1942 полковник Мельник М. В. (27 липня 1942 — 16 грудня 1944);
  - полковник Федоров С. К. (16 грудня 1944 — до кінця радянсько-японської війни).
- Начальники штабів:
  - генерал-майор авіації Петров Н. А. (5 серпня 1942 — 13 січня 1943);
  - полковник Пинеєв Н. К. (13 січня 1943 — 21 березня 1945);
  - полковник, з 3 лютого 1943 генерал-майор авіації Лаврик С. А. (21 березня 1945 — до кінця радянсько-японської війни).